# Star Key
Star Key è una serie televisiva a cartoni animati italiana realizzata dalla Gama Movie Animation in co-produzione con Rai Fiction. La prima serie, composta da 26 episodi, sarebbe dovuta iniziare su Rai 2 nel prime time del 2014 ma a causa di problemi tecnici la serie è stata consegnata a Rai solo nel dicembre del 2016. La serie esordisce poi su Rai Gulp da gennaio 2018 ed altre due serie (da 26 episodi) sono già in produzione.

## Trama
Luce è una ragazza che vive sul pianeta Orion insieme a quelli che crede siano i suoi genitori. Un giorno però scopre di essere la principessa di Nebula, un regno che suo zio, il despota Gorbos, ha conquistato rubando il trono ai suoi genitori e portando il caos nel regno e decide di partire assieme a Mango e Tattoo alla ricerca delle proprie origini usando l'astronave con cui venne portata in salvo anni prima quando Gorbos attaccò. Per riportare la pace dovrà riunire tutti gli elementi che compongono la Star Key, un oggetto magico dai poteri illimitati che Gorbos anni prima ha distrutto facendone disperdere gli elementi. A Luce si opporranno diversi nemici mandati da Gorbos: tra questi la principale è Fedora, la figlia di Gorbos, che vuole riunire anche lei la Star Key per far sì che il regno del padre non venga messo in pericolo dal ritorno della pace e dei legittimi sovrani. L'unica persona in grado di riunire Star Key secondo la leggenda è la principessa nata durante l'eclissi di due lune: essendo entrambe le principesse nate durante l'eclissi entrambe potrebbero riunirla ed usarla.

## Personaggi
Luce
Doppiata da: Gaia Bolognesi
Luce è la protagonista della storia nonché legittima principessa di Nebula: s scopre infatti figlia di re Lauros e di sua moglie ossia, i legittimi sovrani spodestati anni addietro. Insieme a Mango, Tattoo e Archimedes partirà in viaggio per riunire tutti gli elementi della Star Key poiché la leggenda dice che soltanto la principessa nata durante l'eclissi di due lune può.
Lio
Doppiato da: Alessio De Filippis
Lio è il primogenito di Gorbos: di vedute opposte a quelle del padre e della sorella decide di aiutare Luce a rintracciare gli elementi usando la Stella del Destino per guidarne la ricerca.
Absu
Doppiato da: Stefano Mondini
Absu è il pilota reale di Nebula, ma vive sotto copertura facendo il taxista, e insieme alla moglie ha allevato Luce nascondendole la verità.
Mango
Doppiato da: Stefano Broccoletti
Mango è il figlio di Absu ed è il fratello "di latte" di Luce. Guiderà l'astronave del padre per cercare gli elementi.
Tattoo
Doppiato da: Emanuele Ruzza
Miglior amico di Mango, che parte in missione insieme a Luce, Mango, Archimedes e Lio per poter recuperare gli elementi della Star Key che sono stati dispersi per tutta la galassia.
Archimedes
Doppiato da: Alberto Bognanni
Archimedes è il computer di bordo della Unicorn ossia dell'astronave del padre di Mango usata in missione ed è la stessa con cui venne salvata Luce anni fa. Infatti, la riconosce e lo svela.
Fedora
Doppiata da: Perla Liberatori
Fedora è la seconda figlia di Gorbos: alleata del padre e nemica sia di Lio che ritiene un traditore sia di Luce. Anche lei è una principessa nata durante l'eclissi di due lune e ha alcuni elementi, e più tardi si rivolta contro il padre.
Aster
Doppiato da: Guido Di Naccio
Aster è uno dei due sgherri di Fedora. Riesce a trasformare il suo corpo in sabbia per attaccare i suoi nemici. Obbedisce direttamente a lei e le dà retta anche quando disobbedisce al padre.
Stone
Doppiato da: Stefano Billi
Stone è uno dei due sgherri di Fedora. Stone è interamente fatto di pietra e attacca i suoi nemici picchiandoli. Obbedisce direttamente a lei e le dà retta anche quando disobbedisce al padre.
Gorbos
Doppiato da: Pierluigi Astore
Gorbos è il fratello minore di Lauros che non sopportava di restare principe in eterno e perciò distrusse la Star Key provocando la dispersione dei suoi elementi e rubando così il trono del re. Intende lasciare il trono a Fedora, confidando che la ragazza, esseno nata come Luce nell'eclissi delle due lune, possa riunire gli elementi della Star Key prima della cugina.
Lauros
Doppiato da: Fabrizio Temperini
Lauros è il legittimo re di Nebula spodestato anni addietro da suo fratello Gorbos, è padre di Luce. Viene tenuto prigioniero come la moglie per anni ma poi riusciranno ad evadere.
Alena
Doppiata da: Monica Ward
Alena è la moglie di Lauros, regina di Nebula e madre di Luce.

## Episodi
| N° | Titolo                               | Prima TV italiana |
| -- | ------------------------------------ | ----------------- |
| 1  | La leggenda degli unicorni           | 15 gennaio 2018   |
| 2  | Il fuggiasco                         | 15 gennaio 2018   |
| 3  | Il primo elemento                    | 16 gennaio 2018   |
| 4  | La città dei Magami                  | 16 gennaio 2018   |
| 5  | Il villaggio dei Dormienti           | 17 gennaio 2018   |
| 6  | Il tempio della Landa                | 17 gennaio 2018   |
| 7  | Il potere di Arkanus                 | 18 gennaio 2018   |
| 8  | La sfera scrigno                     | 18 gennaio 2018   |
| 9  | L'oracolo                            | 19 gennaio 2018   |
| 10 | La competizione galattica            | 19 gennaio 2018   |
| 11 | I guardiani del tempio dell'unicorno | 20 gennaio 2018   |
| 12 | La valle dei Sirin                   | 20 gennaio 2018   |
| 13 | La principessa di Centurion          | 21 gennaio 2018   |
| 14 | Ritorno a Nebula                     | 21 gennaio 2018   |
| 15 | Una vacanza a sorpresa               | 22 gennaio 2018   |
| 16 | Il fidanzato di Luce                 | 22 gennaio 2018   |
| 17 | La città sottomarina                 | 23 gennaio 2018   |
| 18 | Il giardino incantato                | 23 gennaio 2018   |
| 19 | L'albero dello spirito               | 24 gennaio 2018   |
| 20 | Il ricatto di Gorbos                 | 24 gennaio 2018   |
| 21 | L'alchimista                         | 25 gennaio 2018   |
| 22 | Viaggio nella dimensione misteriosa  | 25 gennaio 2018   |
| 23 | La spada del conquistatore           | 26 gennaio 2018   |
| 24 | Tradimento!                          | 26 gennaio 2018   |
| 25 | Fuga dalla Minotaur                  | 27 gennaio 2018   |
| 26 | Il potere di Star Key                | 27 gennaio 2018   |

## Colonna sonora
Tutta la colonna sonora di Star Key è stata composta da Roberto Belelli e Francesco Sardella, e pubblicata da PinkHouse Music WorX srl.
Sigla di apertura
- La stella del destino

Testo di Gabrio Marinelli
Interpretata da Arianna Carducci
Musica di sottofondo
- Lost Key

Sigla di chiusura
- La profezia di Star Key